# کلاه‌گیس

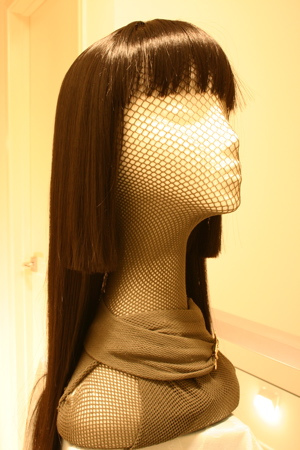
کلاه‌گیس

کلاه گیس دونوع مصنوعی و طبیعی دارد  طبیعی  از موی انسان وحیوانات درست می شود و مصنوعی از پلاستیک و مواد دیگر درست میشود